# Je suis renvoyé
Je suis renvoyé est une nouvelle de Marcel Aymé, parue dans Marianne en 1935.

## Historique
Je suis renvoyé paraît d'abord dans le journal Marianne du 30 octobre 1935, puis la nouvelle est reprise en 1938 dans Derrière chez Martin, le troisième recueil de nouvelles de l'auteur.

## Résumé
« La crise est la crise... ». Aberdame Martin est renvoyé de sa banque.